# Covfefe

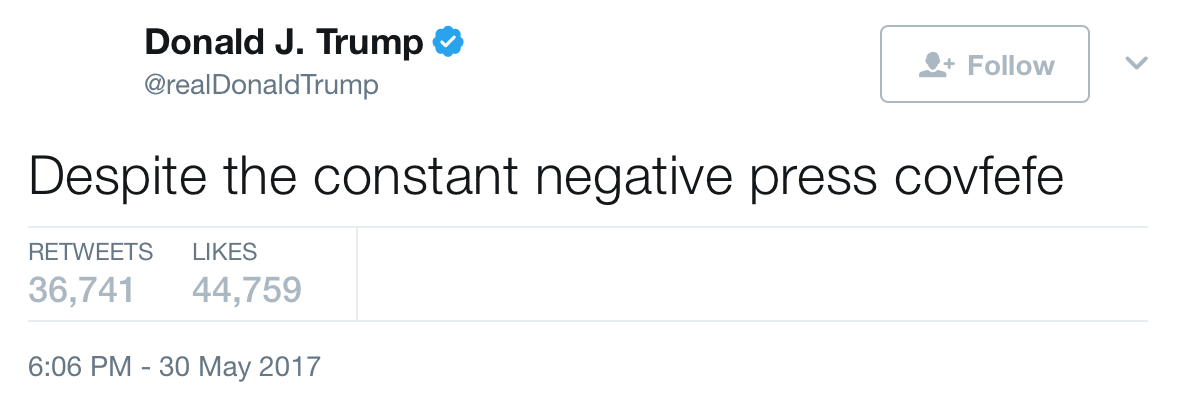
Screenshot původního Trumpova tweetu

Covfefe je slovo, které, pravděpodobně omylem, použil americký prezident Donald Trump ve svém tweetu z 31. května 2017. Celý tweet zněl (anglicky): “Despite the constant negative press covfefe” (česky přeloženo: „Navzdory neustálému negativnímu zpravodajskému covfefe“). Zjevně nedokončený a i s překlepem omylem odeslaný tweet se na Trumpově účtě objevil kolem půlnoci washingtonského času a smazán byl asi po šesti hodinách. Mezitím se z něj stal jeden z nejpopulárnějších tweetů roku 2017, když se lidé překlepem bavili a spekulovali, co asi znamená. Média slovo často interpretovala jako zkomoleninu coverage.
Trump na všeobecné pozdvižení později reagoval následujícím tweetem, který zněl: “Who can figure out the true meaning of "covfefe" ??? Enjoy!” (česky přeloženo: „Kdo dokáže zjistit, co je skutečný význam ,covfefe‘??? Užijte si to!“). Americký komentátor Kevin Drum k tomu napsal, že je to poprvé, kdy Trump sám sebe nebere vážně a je skutečně vtipný.